# Hilary Gwizdała
Hilary Gwizdała (ur. 15 kwietnia 1916 w Koźminie, zm. 4 lutego 1991 w Zielonej Górze) – polski malarz.
Pochodził z rodziny muzycznej (ojciec Konstanty Gwizdała, był organistą w parafii św. Marcina w Poznaniu). Studiował w Instytucie Sztuk Plastycznych w Poznaniu, poznańskiej Państwowej Wyższej Szkole Sztuk Plastycznych i na Wydziale Malarstwa Akademii Sztuk Pięknych w Warszawie. Był uczniem Jana Cybisa, Hanny Rudzkiej-Cybisowej i Wacława Taranczewskiego. W 1954 roku uzyskał dyplom w pracowni Jana Cybisa. Był nauczycielem, a w 1967 zamieszkał w Zielonej Górze, gdzie prezentował swoje prace na licznych wystawach. Uczestniczył także w wystawach zagranicznych: w NRD, Jugosławii, Kanadzie, Francji. Pod koniec życia zamieszkał w domu starości w Zielonej Górze.
Malował portrety i pejzaże, pozostawił po sobie wiele impresjonistycznych obrazów ukazujących zaułki Zielonej Góry. Jego prace, jako wybitnego zielonogórskiego artysty, znajdują się w Muzeum Ziemi Lubuskiej w Zielonej Górze oraz w Wojewódzkiej i Miejskiej Bibliotece Publicznej im. C. Norwida w Zielonej Górze. Przykłady jego malarstwa wykorzystywane są w edukacji z zakresu plastyki w gimnazjach i szkołach ponadgimnazjalnych regionu. Jest autorem grafiki do tomiku wierszy Tadeusza Sojki pt. Okna w niebo z 1987 roku, gdzie kilka utworów zostało dedykowanych jego osobie.